# Wirtschaftskundliches Bundesrealgymnasium Salzburg
Das Wirtschaftskundliche Bundesrealgymnasium Salzburg (WRG Salzburg) ist eine allgemein bildende höhere Schule (AHS – Bildungssystem in Österreich) in der Landeshauptstadt Salzburg.
Ursprünglich war der Gebäudekomplex in der Josef-Preis-Allee bei seiner Eröffnung im Jahre 1955 als ein Schulzentrum für zwei Schulen konzipiert, nämlich dem Bundesrealgymnasium für Mädchen mit der Frauenoberschule (sollten beide im selben Komplex zusammen sein) und der Lehrerbildungsanstalt Salzburg.

## Lage
Die Schule befindet sich im Salzburger Stadtteil Nonntal in der Josef-Preis-Allee in einem Gebäudekomplex mit zwei weiteren Schulen, dem BORG Nonntal (Oberstufenrealgymnasium) und dem Europa- und Bundesgymnasium Salzburg-Nonntal (BG Nonntal).
Gleich gegenüber dem WRG befindet sich die Kultur- und Geisteswissenschaftliche Fakultät der Universität Salzburg (Unipark Nonntal).
Darüber hinaus liegen unweit von der Josef-Preis-Allee in der Akademiestraße weitere schulische Einrichtungen, etwa das BRG Salzburg sowie das Sport -RG/Musisches RG/SSM Salzburg. Des Weiteren befinden sich die ARGE Salzburg sowie der Sportplatz Mitte der Sportunion Salzburg, welcher vom WRG im Rahmen des Turnunterrichts benützt wird, nur wenige Meter weit weg von der Schule.
Die Schule ist durch die Anbindung der Oberleitungsbusse vom Salzburger Verkehrsverbund der Linien 3, 5, 6, 7, 8, 9 und den Autobuslinien 25 und 27 des Albus Salzburg Verkehrsbetriebs mit den öffentlichen Verkehrsmitteln der Stadt Salzburg erreichbar. Fahrradständer vor der Schule ermöglichen auch eine Anfahrt mit dem Fahrrad.

## Geschichte

### Gründung und Zeit als Mädchenschule
Die ursprüngliche Konzeption das WRG (damals BRG mit Frauenoberschule) als einheitliche Schule zu führen wurde schon bei Beginn des Unterrichtsbetriebes des Schulzentrums 1956 aufgegeben. Die Frauenoberschule (FOS) wurde aus dem BRG für Mädchen ausgegliedert und als eine eigene Schule geführt (ab 1962 unter dem Namen Wirtschaftskundliches Realgymnasium für Mädchen).

### Aus 2 Schulen werden 3
Durch diese Ausgliederung der Frauenoberschule existierten von nun an 3 verschiedene Schulen im Bundesschulzentrum. Durch die ursprüngliche Planung von zwei Schulen gab es jedoch nur zwei Haupteingänge.
Für das Wirtschaftskundliche Realgymnasium musste daher eine Notlösung gefunden werden, die jedoch über 40 Jahre lang andauern sollte, ein Kellereingang wurde als Haupteingang in das Gebäude verwendet. Dieser Eingang ist auch heute noch existent, jedoch gibt es einen "echten" Haupteingang der im Zuge der Bauphasen ab Mitte der 1990er Jahre gebaut wurde.
Aufgrund diverser Schulreformen wurde aus der Lehrerinnenbildungsanstalt zuerst das Musisch-pädagogische Realgymnasium für Mädchen und später das Bundesoberstufenrealgymnasium und aus dem Bundesrealgymnasium für Mädchen das Bundesgymnasium Nonntal (Europagymnasium).
Im Laufe der Zeit wurden die drei Schulen nun auch koedukativ.
Aufgrund des starken Schülerzustroms wurde die Raumfrage sehr bald zu einem sehr großen Problem und so führte das Wirtschaftskundliche Realgymnasium mehr als 20 Jahre lang dislozierte Klassen in der Volksschule Anif.
Die dort unterrichteten Schüler nahmen den normalen Schulweg in die Josef-Preis-Allee und wurden von dort per Bus nach Anif und nach dem Unterricht wieder zurückgebracht.
Mitte der 1990er Jahre wurde dann schließlich eine Lösung für die akute Raumnot im Bundesschulzentrum Josef-Preis-Allee realisiert. Die Altbauten wurden im Auftrag der Bundesimmobiliengesellschaft renoviert und neue wurden Gebäudetrakte hinzugefügt.

## Letzte Bauphase
Ab Juli 2003 wurde mit der letzten Bauphase begonnen. Drei neue Turnhallen und ein Gemeinschaftsbau, in dem sich eine Schulbibliothek (welche von allen 3 Schulen genützt wird) und ein Buffet befinden, wurden errichtet. Die Turnhalle des WRG kann seit September 2004 benützt werden, die restlichen Bauarbeiten wurden mit Ende November 2004 abgeschlossen. Die Einrichtung für Buffet und Bibliothek wurde im Frühjahr 2005 geliefert und montiert. Der Elternverein des WRG Salzburg schuf zudem 2012 neue gemütliche Möbel für die Schüler in der großen Aula an.
Am 31. Mai 2005 wurden im Rahmen eines Festaktes die Neubauten den drei Schulen offiziell übergeben. Damit war das 1996 begonnene Gesamtprojekt der Um- bzw. Erweiterungsbauten für die Bundesschulen in der Josef-Preis-Allee abgeschlossen.
Durch den Neubau stehen den Schülern in den Pausen und Freistunden ein völlig neu gestalteter Schulhof mit Atrium und die begehbaren Dachterrassen der Turnhallen zur Verfügung, die einen herrlichen Blick auf das Stift Nonnberg und die Festung Hohensalzburg bieten. Im Gemeinschaftsbau herrscht eine besonders freundliche Atmosphäre durch die große Glasfassade Richtung Schulhof. Seit September 2005 können die Schüler im Buffet ein warmes Mittagessen einnehmen und auch die Bibliothek benützen. Durch den Wechsel des Buffetbetreibers vor einigen Jahren wurde von nun an ein gesundes Buffet angeboten.

## 50 Jahre WRG
2006 feierte das WRG unter Dir. Dr. Oskar Einzinger sein 50-jähriges Bestehen als selbständige Schule. Aus diesem Anlass fand in der Aula der Universität Salzburg ein Festakt statt, an dem auch die ehemalige Salzburger Landeshauptfrau Mag. Gabi Burgstaller teilgenommen hat. In einer sehr umfangreichen Festschrift wurden die Geschichte und die vielfältigen Aktivitäten des WRG dokumentiert.

## Persönlichkeiten der Schule
- Helga Rabl-Stadler
- Cecily Corti
- Sabine Herlitschka (Matura 1984)